# Nike Bauer
A Nike Bauer (korábban: Bauer, Inc.) egyike a legnagyobb múltú és legjelentősebb jégkorong-felszerelés- és korcsolyagyártóknak. Többek között fejvédőt, váll-, sípcsont- és könyökvédőket, hokiütőket és kapusfelszerelést is gyárt, illetve forgalmaz. Korábbi anyavállalata, a Canstar 1994-ben a Nike, Inc. 100%-os tulajdonába került. A 2006-tól megjelenő új termékek már a Nike Bauer márkanevet viselik. Ez egyúttal az első alkalom, hogy a Nike márkanév egy másik márkanévvel együtt jelenik meg valamely terméken.